# Liste von Burgen und Schlössern
Liste von Burgen und Burgruinen, Residenzen, Schlössern, Lustschlössern, Jagdschlössern und Schlossruinen sowie Wohntürmen, Herrenhäusern und Festen Häusern (Alphabetisch nach Kontinent, Land und Name)

## Afrika

### Ägypten
1. Zitadelle von Kairo in Kairo
2. Qāitbāy-Zitadelle in Alexandria
3. Qa'lat el Jundi, auf der Sinai-Halbinsel
4. Salah El-Din Burg, bei Aqaba auf der Pharaoneninsel

Siehe: Ägyptische Grenzfestungen in Nubien

### Gambia
Siehe: Liste historischer Forts und Tatos von Gambia

### Ghana
Siehe: Historische Forts von Ghana

### Kenia
1. Fort Jesus, Mombasa

### Libyen
1. Festung Alosabah (Alosabah Palast), Al Asabia, Burg- bzw. Ksarruine
2. Festung Gasr Wazin, Wazin
3. Festung Ghat (Festung Koukemen), Ghat
4. Festung Qala at Turk (Festung Murzuk), Murzuk
5. Fort Tocra, Taucheira
6. Königspalast von Tripolis (Royal Palace of Tripoli), Tripolis
7. Ksar Adiri, Adiri
8. Ksar Nalut, Nalut
9. Ksar Cabao, Kabaw
10. El Manar Palast, Bengasi
11. Qasr Bou Neran
12. Qasr el-Hadj (Gasr Al-Hajj), Munizip al-Dschabal al-Gharbi
13. Burg Tripolis (Al Sarai al Hamrah bzw. As-Saraya al-Ḥamra, Rote Festung, Rote Burg von Tripolis), Tripolis-Altstadt (mit der Saint George Bastion)
14. Turm Yefren, Yafran
15. Zitadelle von Al Qayqab, Qayqab, Munizip Darna

### Madagaskar
1. Rova von Antananarivo

### Niger
- Sultanspalast von Agadez
- Palast des Zarmakoye, Dosso
- Sultanspalast von Zinder

### Senegal
1. Fort Gorée

### Südafrika
1. Boschendal, Western Cape
2. Castle of Good Hope, Kapstadt
3. La Motte, Franschhoek
4. Vergelegen

### Tunesien
1. Feste Aïn Tounga, Ruinenreste einer byzantinischen Turmburg in Aïn Tounga, Gouvernement Beja
2. Al Hawarya Fort, Ruine eines Forts auf der Halbinsel Cape Bon
3. Kasbah von Béja
4. Palast von Al-Mansur Billah, Kairouan, abgegangener Palast
5. die karthagische Festung Byrsa, Karthago
6. Kasbah von Bizerte
7. Bordj Ali Raies, Fort in Tunis
8. Bordj Flifel, Fort in Tunis
9. Bordj El Bsili, Fort in Tunis
10. Bordj El Hassar, Burgruine an der Westküste der Kerkenna-Inseln
11. Bordj El Kastil, Ruine eines Forts in Midoun
12. Bordj el Kebir (Houmt Souk), Fort in Houmt Souk
13. Bordj el Kebir (Mahdia), Fort in Mahdia
14. Bordj El Woustani, Fort in Ghar El Melh
15. Bordj Khadidja, Turmburgruine in Chebba
16. Bordj Lazarit, Fort in Ghar El Melh
17. Bordj Sidi Yahia, Fort in Tunis
18. Bordj Younga, Burgruine in Younga, Gouvernement Sfax
19. Bordj Zouara, Ruine eines Forts in Tunis
20. Bordj-el-Kebir (Borj El Kebir oder Borj El Ghazi Mustafa), Djerba
21. Feste Chaouach, Ruinenreste einer byzantinischen Turmburg in Chaouach, Gouvernement Beja
22. Festung Santiago Chikli auf der Insel Chikly im See von Tunis
23. Kasbah von El Kef
24. Kasbah von Gafsa
25. Kasbah von Hammamet
26. Fort Karaka, La Goulette
27. Festung von Kelibia auf dem Burgberg von Kelibia, Gouvernement Siliana
28. Festung Kesra, Ruine der byzantinischen Festung von Kesra
29. Turmburg Ksar El Hadid, Ruine des byzantinischen Forts, Gouvernement Siliana
30. Burg Ksar Lemsa, Ruine der byzantinischen Festung von Ksar Lemsa, Gouvernement Kairouan
31. Ribāt von Lamta, Gouvernement Monastir
32. Die Befestigungen der Mareth-Linie (auch Gabeslinie), Gouvernement Gabès
33. Ribāt von Monastir
34. Fort Sidi Ali El Mekki, Ghar El Melh
35. Kasbah von Sfax
36. Kasbah von Sousse
37. Ribāt von Sousse
38. Fort Tabarka, ehemalige genuesische Festung vor Tabarca
39. Palais Zarrouk (Palast Zarrouk), Karthago

## Amerika

### Brasilien
1. Paço Imperial, Rio de Janeiro
2. Palácio do Catete, Rio de Janeiro
3. Palácio do Itamaraty, Rio de Janeiro
4. Palácio Imperial, Petrópolis
5. Palácio Piratini, Porto Alegre
6. Quinta da Boa Vista, Rio de Janeiro

### Kanada
1. Casa Loma, Toronto
2. Craigdarroch Castle, Victoria
3. Hatley Castle, Victoria

### Mexiko
1. Schloss Chapultepec, Mexiko-Stadt

### Uruguay
1. Fuerte de San Miguel, Chuy
2. Fortaleza de Santa Teresa, Castillos
3. Fortaleza del Cerro, Montevideo

### Vereinigte Staaten
1. Boldt Castle, Thousand Islands, New York
2. Bacon’s Castle, Surry County, Virginia
3. Hearst Castle, Kalifornien

## Asien
Siehe auch: Kreuzfahrerburgen im Heiligen Land – Liste

### Bhutan
buddhistische Klosterburgen:

### Israel
1. Belvoir, im Jordangraben südlich des Sees Genezareth
2. Château Pèlerin, bei Haifa
3. Masada
4. Templerburg Merle bei Dor
5. Montfort, Galiläa

### Japan
Siehe: Liste von Burgen in Japan

### Jordanien
1. Burg Karak, Karak
2. Burg Montreal, Shawbak
3. Burg Rabad, Adschlun
4. Mamelukisches Fort in Aqaba
5. Zitadelle von Amman, Amman
6. Vaux Moise, bei Petra

### Malaysia
1. Festung "A Famosa", Malakka

### Palästinensische Autonomiegebiete
1. Burg Maldouin

### Syrien
Siehe: Liste von Burgen und Festungen in Syrien

### Tibet
buddhistische Klosterburgen:

### Türkei
Siehe:
- Liste von Burgen und Festungen in der Türkei
- Liste von Burgen, Festungen und Palastbauten in Istanbul
- Liste von Burgen in Kleinarmenien

### Usbekistan
1. Xiva
2. Zitadelle Ark in Buchara

## Europa

### Belarus
Siehe: Liste von Burgen, Schlössern und Festungen in Belarus

### Bulgarien
Siehe: Liste von Burgen, Schlössern und Festungen in Bulgarien

### Dänemark
Siehe: Liste von Burgen, Schlössern und Festungen in Dänemark

### Deutschland
Für eine Übersicht:
- Liste von Burgen und Schlössern in Deutschland

Listen der Länder:
- Liste von Burgen und Schlössern in Baden-Württemberg
- Liste von Burgen und Schlössern in Bayern
- Liste von Burgen, Schlössern und Herrenhäusern in Berlin und Brandenburg
- Liste von Burgen und Schlössern in der Freien Hansestadt Bremen
- Liste von Burgen und Schlössern in Hamburg
- Liste frühmittelalterlicher Burganlagen in Hamburg und Schleswig-Holstein
- Liste von Burgen und Schlössern in Hessen
- Liste von Burgen und Schlössern in Mecklenburg-Vorpommern
- Liste von Burgen und Schlössern in Niedersachsen
- Liste von Burgen, Schlössern und Festungen in Nordrhein-Westfalen
- Liste von Burgen, Festungen und Schlössern in Rheinland-Pfalz
- Liste von Burgen und Schlössern im Saarland
- Liste von Burgen und Schlössern in Sachsen
- Liste von Burgen und Schlössern in Sachsen-Anhalt
- Liste von Burgen, Schlössern und Festungen in Schleswig-Holstein
- Liste von Burgen und Schlössern in Thüringen

Listen von einzelnen Regionen:
- Liste der Burgen und Schlösser im Allgäu
- Liste von Burgen und Befestigungsanlagen auf dem Dün
- Liste der Burgen, Befestigungen und Schlösser in der Eifel
- Liste der Burgen und Schlösser an der Emscher
- Liste der Burgen und Schlösser in der Fränkischen Schweiz
- Liste der Burgen, Schlösser und Herrensitze Nürnbergs
- Liste der Burgen und Schlösser im Rheingau
- Liste der Burgen und Schlösser im Westerwald

Listen nach Art der Burgen und Schlösser:
- Liste deutscher Turmhügelburgen

### Estland
Siehe: Liste von Burgen, Schlössern und Festungen in Estland

### Finnland
Siehe: Liste von Burgen, Schlössern und Festungen in Finnland

### Frankreich
Siehe: Liste von Burgen, Schlössern und Festungen in Frankreich

### Griechenland
Siehe: Liste von Burgen, Schlössern und Festungen in Griechenland

### Irland
Siehe: Liste von Burgen und Schlössern in Irland

### Italien
Siehe: Liste von Burgen und Schlössern in Italien
Siehe auch: Liste der Scaligerburgen
Listen von Provinzen:
- Liste der Burgen, Schlösser und Ansitze in Südtirol
- Liste von Burgen und Schlössern im Trentino

### Kroatien
Siehe: Liste von Burgen und Schlössern in Kroatien

### Lettland
- Schloss Selsau

### Liechtenstein
Siehe: Liste von Burgen und Schlössern in Liechtenstein

### Litauen
Siehe: Liste von Burgen, Schlössern und Festungen in Litauen

### Luxemburg
Siehe: Liste von Burgen und Schlössern in Luxemburg

### Niederlande
Siehe: Liste von Burgen, Schlössern und Festungen in den Niederlanden

### Österreich
Siehe: Liste von Burgen und Schlössern in Österreich (Schlösser, Burgen)

### Polen
Siehe: Liste von Burgen und Schlössern in Polen
Listen der Woiwodschaften:
- Liste der Burgen und Schlösser in der Woiwodschaft Ermland-Masuren
- Liste der Burgen und Schlösser in der Woiwodschaft Großpolen
- Liste der Burgen und Schlösser in der Woiwodschaft Heiligkreuz
- Liste der Burgen und Schlösser in der Woiwodschaft Karpatenvorland
- Liste der Burgen und Schlösser in der Woiwodschaft Kleinpolen
- Liste der Burgen und Schlösser in der Woiwodschaft Kujawien-Pommern
- Liste der Burgen und Schlösser in der Woiwodschaft Lebus
- Liste der Burgen und Schlösser in der Woiwodschaft Łódź
- Liste der Burgen und Schlösser in der Woiwodschaft Lublin
- Liste der Burgen und Schlösser in der Woiwodschaft Masowien
- Liste der Burgen und Schlösser in der Woiwodschaft Niederschlesien
- Liste der Burgen und Schlösser in der Woiwodschaft Opole
- Liste der Burgen und Schlösser in der Woiwodschaft Podlachien
- Liste der Burgen und Schlösser in der Woiwodschaft Pommern
- Liste der Burgen und Schlösser in der Woiwodschaft Schlesien
- Liste der Burgen und Schlösser in der Woiwodschaft Westpommern

Listen von einzelnen Städten:
- Liste der Schlösser und Palais in Breslau
- Liste der Schlösser und Palais in Danzig
- Liste der Schlösser und Palais in Krakau
- Liste der Palais in Łódź
- Liste der Schlösser und Palais in Posen
- Liste der Schlösser und Palais in Thorn
- Liste der Schlösser und Palais in Stettin
- Liste der Paläste in Warschau

Listen von einzelnen Regionen:
- Liste von Burgen und Schlössern in Schlesien
- Liste der Burgen und Schlösser in Kleinpolen
- Liste der Burgen und Schlösser in der polnischen Oberlausitz
- Liste der Burgen und Schlösser im Hirschberger Tal
- Adlerhorst-Burgen
- Dunajec-Burgen

### Portugal
Siehe: Liste von Burgen, Schlössern und Festungen in Portugal

### Rumänien
Siehe: Liste von Burgen, Schlössern und Festungen in Rumänien

### Russland
Siehe: Liste von Burgen und Schlössern in Russland

### Schweden
Siehe: Liste historischer Gebäude in Schweden (Schlösser und Herrenhöfe, Palais, Burgen und Festungen, Kirchen und Klöster)

### Schweiz
Siehe: Liste von Burgen und Schlössern in der Schweiz (Schlösser, Burgen)

### Serbien
Siehe: Liste der Burgen und Schlösser in Serbien

### Slowakei
Siehe: Liste von Burgen und Schlössern in der Slowakei

### Slowenien
Siehe: Liste von Burgen und Schlössern in Slowenien

### Spanien
Siehe: Liste von Burgen, Schlössern und Festungen in Spanien

### Tschechien
Siehe: Liste von Burgen und Schlössern in Tschechien (Schlösser, Burgen)

### Ukraine
Siehe: Liste von Burgen und Schlössern in der Ukraine

### Ungarn
Siehe: Liste von Burgen, Schlössern und Festungen in Ungarn

### Vereinigtes Königreich
Siehe: Liste von Burgen und Schlössern im Vereinigten Königreich